# Seznam sborů dobrovolných hasičů v okrese Jičín
Toto je seznam sborů dobrovolných hasičů v okrese Jičín.
- SDH Bělá u Pecky
- SDH Brodek
- SDH Dolní Černůtky
- SDH Horní Nová Ves
- SDH Jinolice
- SDH Lázně Bělohrad
- SDH Libáň
- SDH Lískovice
- SDH Robousy
- SDH Valdov
- a další